# Programme nucléaire de la Turquie
Le programme nucléaire de la Turquie a été avorté plusieurs fois, mais la Turquie prévoit aujourd'hui de se doter de trois centrales nucléaires, pour une capacité cumulée de 5 000 mégawatts. Dès 1956, la Turquie, membre de l'OTAN, était dotée d'un secrétariat général à la Commission à l'énergie atomique de Turquie.
C'est la cinquième tentative de la Turquie de se doter de l'énergie nucléaire. Le TAEK (autorité turque pour l’énergie atomique) a lancé en 2007 un Programme national de développement de la technologie nucléaire, qui couvre la période 2007-2012. Ankara prévoit de faire passer la part de l'énergie nucléaire dans la production nationale d'électricité à un minimum de 8 % en 2020 et de 20 % en 2030.

## Premières tentatives
Un secrétariat général à la Commission à l'énergie atomique de Turquie a été fondé en 1956. Il fut remplacé par l'actuel TAEK (Institut turc à l'énergie atomique) par la loi n°2690 de 1982.
Les études pour développer un réacteur nucléaire ont commencé en 1967. Deux ans plus tard, la Turquie signe le Traité sur la non-prolifération des armes nucléaires (TNP), ratifié par le Parlement le 20 mars 1979.
Une centrale devait être créée en 1977, mais le projet a été abandonné, entre autres pour des raisons environnementales. En 1976 la Commission énergique atomique a donné une licence pour la construction d'une centrale à Akkuyu. Un appel d'offres a été lancé, et les firmes suédoises ASEA-ATOM (filiale d'ASEA) et STAL-LAVAL ont été retenues. Les négociations ont continué jusqu'à 1980. Mais en septembre 1980, alors que le général Kenan Evren prenait le pouvoir par le coup d'État du 12 septembre, la Suède retira son prêt financier, faisant capoter le projet.
Un réacteur de recherche, Triga Mark II, a été installé en 1979 à l'Université technique d’Istanbul. Les TRIGA sont conçus par la compagnie américaine General Atomics.
Un troisième essai a été effectué en 1980 par la junte. Trois compagnies ont passé un contrat afin de construire quatre centrales nucléaires : la firme canadienne AECL devait construire un réacteur CANDU (à eau lourde), la firme allemande Kraftwerk Union un réacteur à eau pressurisée (PWR) à Akkuyu, et GE deux réacteurs à eau bouillante (BWR) à Sinop. Le 30 juin 1981, Ankara signe un accord de sauvegarde avec l'Agence internationale de l'énergie atomique (AIEA).
En 1983, le premier ministre Turgut Özal démarre le projet de construction d'une centrale à Akkuyu, mais celui-ci tombe à l'eau, les compagnies devant construire la centrale refusant le modèle build-operate-transfer (BOT), qui consiste pour l'État à passer un contrat avec une firme privée, lui accorder une concession pendant quelques années, au bout desquelles l'État devient propriétaire.
Le Haut Conseil à la Science et à la Technologie a décrété le nucléaire troisième priorité nationale en 1993. En 1995, la compagnie d'électricité TEAS choisit la coréenne KAERI comme consultant pour la construction d'une centrale. Un appel d'offres fut lancé en 1996, le canadien AECL, NPI (un consortium européen unissant Framatome et Siemens) et l'américain Westinghouse se déclarant intéressés.
Mais en juillet 2000, le premier ministre Bülent Ecevit abandonne le programme, en affirmant : « Le monde abandonne l'énergie atomique »,. Celui-ci avait soulevé des protestations des milieux écologiques, d'autant plus que la Turquie est située dans une zone sismique. Chypre et la Grèce s'étaient aussi opposés au lancement du programme nucléaire.

## Lancement du programme nucléaire civil

### Projet d'Akkuyu

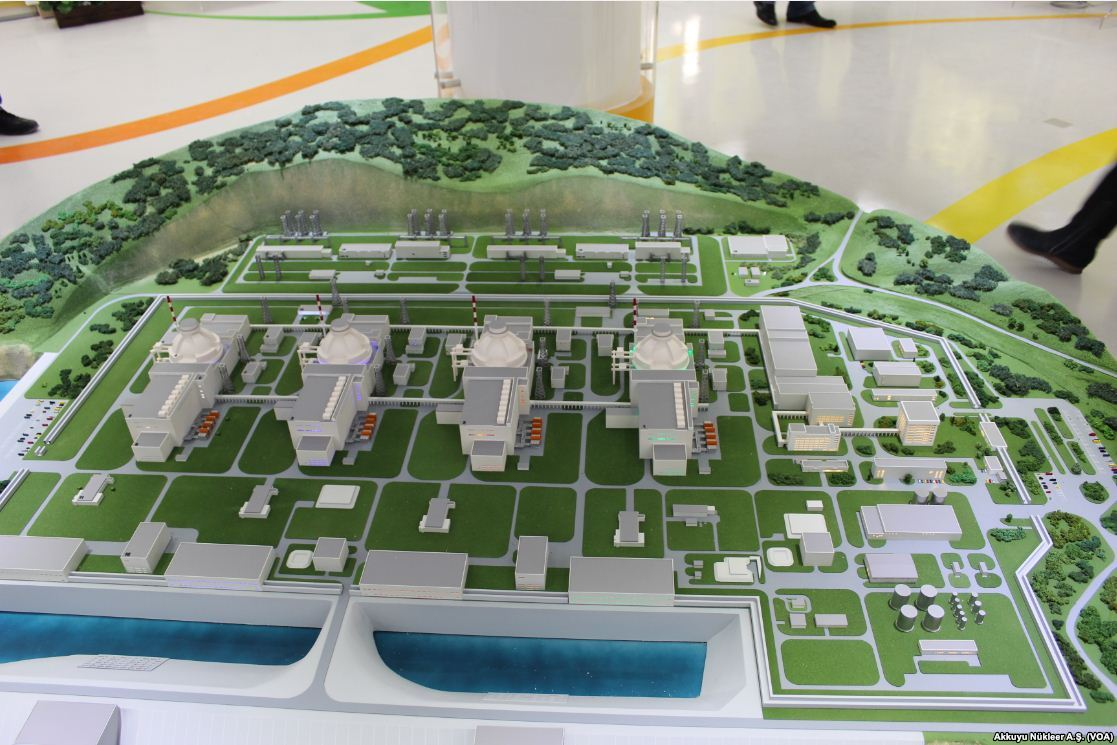
Maquette de la centrale d'Akkuyu en 2012.

Le projet compte 4 réacteurs nucléaires à eau pressurisée de type VVER d'une puissance totale de 4,8 GW, pour un coût initial de 20 milliards de dollars. Il est situé à Mersin Akkuyu, sur les bords de la Méditerranée. L'Agence fédérale russe de l'énergie atomique (Rosatom) a lancé le chantier en avril 2015 pour une mise en service prévue en 2020. En 2025, la Turquie a entamé la mise en service du premier réacteur de la centrale nucléaire d’Akkuyu.

### Projet de Sinop
Le projet compte 4 réacteurs nucléaires à eau pressurisée de type ATMEA d'une puissance unitaire de 1100 MW pour un coût initial de 17 milliards d'euros. Il est situé à Sinop sur les bords de la mer Noire. La construction est envisagée pour 2017.

## Coopération internationale
Le TAEK participe à l'International Project on Innovative Nuclear Reactor Technologies and Fuel Cycles de l'Agence internationale de l'énergie atomique (AIEA), qui vise à développer de nouveaux réacteurs nucléaires, ainsi qu'au programme SESAME. Ankara a de plus un statut d'observateur au sein du CERN (l'Organisation européenne pour la recherche nucléaire).
Un accord de coopération dans le développement d'un programme nucléaire pacifique a été signé avec les États-Unis en juin 2008, prévoyant des transferts de technologie, de matériel, de réacteurs, et de l'aide dans le développement des applications du nucléaire dans le domaine de la médecine et de l'agriculture.

## Direction générale à la Recherche et à la Prospection minière
La Direction générale à la Recherche et à la Prospection minière (MTA) est chargée de l'exploration de toutes les ressources minérales en Turquie, dont le thorium et l'uranium.

## Traitement des déchets radioactifs
Depuis 1989, la Turquie traite les déchets radioactifs dans le Centre d'entraînement et de recherche nucléaire de Çekmece, à Istanbul.